# Dimitrij Rupel
Dimitrij Rupel (Ljubljana, 7. travnja 1946.) je slovenski političar i ministar vanjskih poslova Republike Slovenije.
Jedan je od suosnivača Slovenskog demokratskog saveza 1989. godine. Bio je i prvi slovenski ministar vanjskih poslova (1990. – 1993.).